# Bernardo Miguel Guanais Mineiro
Bernardo Miguel Guanais Mineiro foi um revolucionário brasileiro que chefiou um violento movimento federalista que, em fevereiro de 1832, chegou a estabelecer um governo provisório. O movimento ficou conhecido como Federação do Guanais.
Nove anos depois da Guerra de Independência da Bahia, as ideias republicanas e emancipacionistas que motivaram o povo baiano à luta fizeram os revolucionários acreditarem que era a hora de mudar o regime, então conturbado pela indefinição de como seria o Governo, ausente o Imperador.
Apesar do apoio que receberam por parte dos proprietários, ainda tomados pelo forte sentimento federalista, suas forças não puderam fazer frente à resistência do poder constituído.
A reação do governo foi capitaneada pelo Visconde de Pirajá. Após três dias de lutas, os revoltosos se rendem e seu chefe, Guanais Mineiro, é mandado preso para o Forte do Mar – verdadeiro bastião de forma circular erguido numa ilha artificial para a defesa do porto de Salvador.

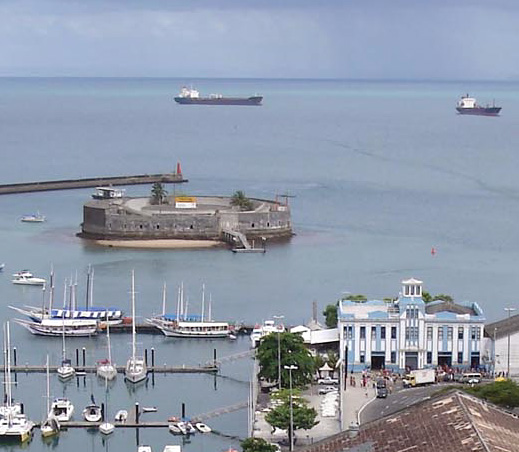
Forte de São Marcelo, onde Guanais Mineiro levantou a bandeira da revolta após sublevar a guarnição.

Em 26 de abril de 1833, Guanais Mineiro consegue sublevar a fortificação onde estava confinado e, dali, bombardeia Salvador Erguem uma bandeira de três palas: branca, azul e branca e exigem, sem sucesso, a negociação.

Representação da bandeira federalista, erguida no Forte do Mar.

Este último levante foi o “canto do cisne” do chefe revolucionário Guanais Mineiro que, dali, foi mandado para o sertão baiano onde, longe das inflamações da capital, encerrou seus dias, deixando grande descendência.